# 施俊吉
施俊吉（1955年8月10日—），臺灣無黨籍政治人物，彰化縣人。曾任行政院副院長、臺灣省政府主席。

## 生平
施俊吉曾為美國哈佛大學訪問學人、國立臺灣大學經濟學系教授、金管會主委、行政院政務委員、第23任臺灣省政府主席、臺灣證券交易所董事長、行政院副院長、國家安全會議諮詢委員、台灣金聯董事長。

## 榮譽

### 中華民國勳章獎章
- 一等景星勳章（2024年5月14日於總統府頒授）[3]